# Matías Vuoso
Vicente José Matías Vuoso, mais conhecido como Matías Vuoso (Mar Del Plata, 3 de novembro de 1981), é um futebolista argentino que se naturalizou mexicano e atua como atacante. Atualmente está aposentado.

## Seleção Mexicana
Ao receber sua cidadania mexicana, Vuoso disse que, se Hugo Sánchez, ex-treinador da Seleção Mexicana de Futebol (equipe nacional do México), já precisava de um atacante, ele ficaria honrado para vestir a camisa verde enquanto ajudando o país de sua nova vitória em casa. Em 03 de agosto de 2008 o ex-treinador do México e do Manchester City gerente de Sven-Göran Eriksson teve Matias Vuoso, o segundo atacante naturalizada no pelotão México, substitua Omar Arellano que se lesionou dias antes. Sua estréia se deu quando ele entrou como substituto em uma vitória por 3-0 sobre a Jamaica no Estadio Azteca.Em 15 de outubro de 2008, Vuoso marcou seu primeiro gol contra o Canadá com um cabeceamento. O jogo foi nas eliminatórias da Copa do Mundo. Em 12 de novembro de 2008, marcou outro gol no último gol no minuto final para o México conquistar a vitória sobre o Equador por 2-1. Em 11 de março de 2009, ele marcou novamente duas vezes contra a Bolívia, em um jogo que terminou 5-1.
No dia 11 de maio de 2015 foi convocado para a disputa da Copa América de 2015.

## Vida pessoal
Durante seu tempo com o Manchester City, ele, juntamente com os jogadores Daniel Van Buyten e Djamel Belmadi , foi vítima de um roubo por dois banqueiros. No total, trabalhadores da Co-operative Bank roubou mais de £ 350.000 de contas dos três jogadores . Em janeiro de 2006, os trabalhadores bancários, Paul Sherwood, uma caixa, e Paul Hanley , seu supervisor, foram presos durante 32 meses e 12 meses, respectivamente.

## Títulos conquistados

### Clubes
Santos Laguna
- Primera División de México: Clausura 2008

- InterLiga: 2004

### Individual
- Artilheiro da Primera División de México: Clausura 2005, Apertura 2005